# Municipio de Union (condado de Crawford, Misuri)
El municipio de Union (en inglés: Union Township) es un municipio ubicado en el condado de Crawford en el estado estadounidense de Misuri. En el año 2010 tenía una población de 1035 habitantes y una densidad poblacional de 3,66 personas por km².

## Geografía
El municipio de Union se encuentra ubicado en las coordenadas 37°50′14″N 91°24′59″O / 37.83722, -91.41639. Según la Oficina del Censo de los Estados Unidos, el municipio tiene una superficie total de 282.46 km², de la cual 282,19 km² corresponden a tierra firme y (0,1 %) 0,27 km² es agua.

## Demografía
Según el censo de 2010, había 1035 personas residiendo en el municipio de Union. La densidad de población era de 3,66 hab./km². De los 1035 habitantes, el municipio de Union estaba compuesto por el 98,07 % blancos, el 0,1 % eran afroamericanos, el 0,77 % eran amerindios, el 0,19 % eran asiáticos y el 0,87 % eran de una mezcla de razas. Del total de la población el 0,19 % eran hispanos o latinos de cualquier raza.